# Uromyces dactylidis
Uromyces dactylidis ist eine Ständerpilzart aus der Ordnung der Rostpilze (Pucciniales). Der Pilz ist ein Endoparasit von Hahnenfuß sowie von verschiedenen Süßgräsern. Symptome des Befalls durch die Art sind Rostflecken und Pusteln auf den Blattoberflächen der Wirtspflanzen. Sie ist in Nordamerika, Afrika, Eurasien und Neuseeland verbreitet.

## Merkmale

### Makroskopische Merkmale
Uromyces dactylidis ist mit bloßem Auge nur anhand der auf der Oberfläche des Wirtes hervortretenden Sporenlager zu erkennen. Sie wachsen in Nestern, die als gelbliche bis braune Flecken und Pusteln auf den Blattoberflächen erscheinen.

### Mikroskopische Merkmale
Das Myzel von Uromyces dactylidis wächst wie bei allen Uromyces-Arten interzellulär und bildet Saugfäden, die in das Speichergewebe des Wirtes wachsen. Die gesellig wachsenden Aecien der Art besitzen 18–22 × 15–20 µm große, hyaline Aeciosporen mit warziger Oberfläche. Die gelb- bis zimtbraunen Uredien des Pilzes wachsen beidseitig auf den Wirtsblättern und oberseitig auf den Schwingeln. Ihre goldbraunen Uredosporen sind 25–30 × 20–24 µm groß, zumeist breitellipsoid und stachelwarzig. Die beidseitig und auf Schwingeln wachsenden Telien der Art sind schwärzlich und bedeckt, die besitzen meist zahlreiche Paraphysen. Die kastanienbraunen Teliosporen sind einzellig, meist eckig eiförmig bis langellipsoid und 22–30 × 16–20 µm groß. Ihre Stiele sind farblos bis bräunlich und bis zu 40 µm lang.

## Verbreitung
Das bekannte Verbreitungsgebiet von Uromyces dactylidis umfasst ein holarktisches Areal sowie Neuseeland.

## Ökologie
Die Wirtspflanzen von Uromyces dactylidis sind für den Haplonten Hahnenfuß (Ranunculus spp.) sowie diverse Festuca-, Dactylis- und Cynosurus-Arten und Roggen (Secale cereale) für den Dikaryonten. Der Pilz ernährt sich von den im Speichergewebe der Pflanzen vorhandenen Nährstoffen, seine Sporenlager brechen später durch die Blattoberfläche und setzen Sporen frei. Die Art verfügt über einen Entwicklungszyklus mit Spermogonien, Aecien, Telien und Uredien und vollzieht einen Wirtswechsel.